# Crystal Springs (Nevada)
Pour les articles homonymes, voir Crystal Springs.
Crystal Springs est un village fantôme du comté de Lincoln, dans l'État du Nevada aux États-Unis. Situé dans la vallée Pahranagat, il est à la jonction entre les State Routes 318 et 375.
Le lieu tire son nom des sources et des marais environnants, qui permettent l'irrigation de plusieurs fermes et ranchs alentour. À l'origine, ce lieu servait à approvisionner en eau un village indien proche. En 1865, un gisement d'argent est découvert à Crystal Springs, ce qui donna temporairement le titre de siège du comté au village, avant d'être remplacé par Hiko en 1867.